# Euthydème Ier

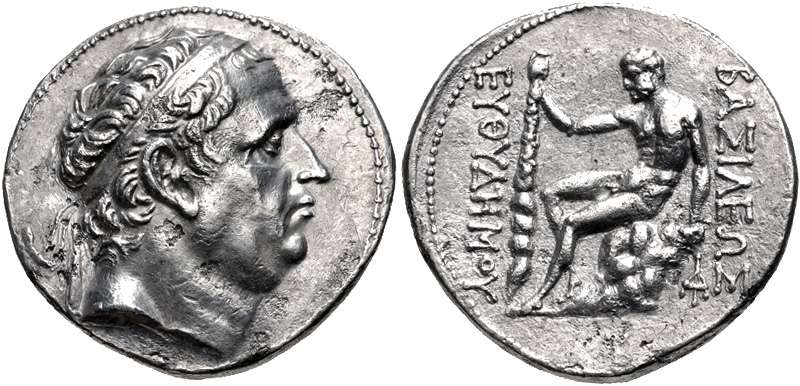
Roi gréco-bactrien Euthydème Ier (223 à 200 av.J-C), atelier A, près d'Ai Khanoum.

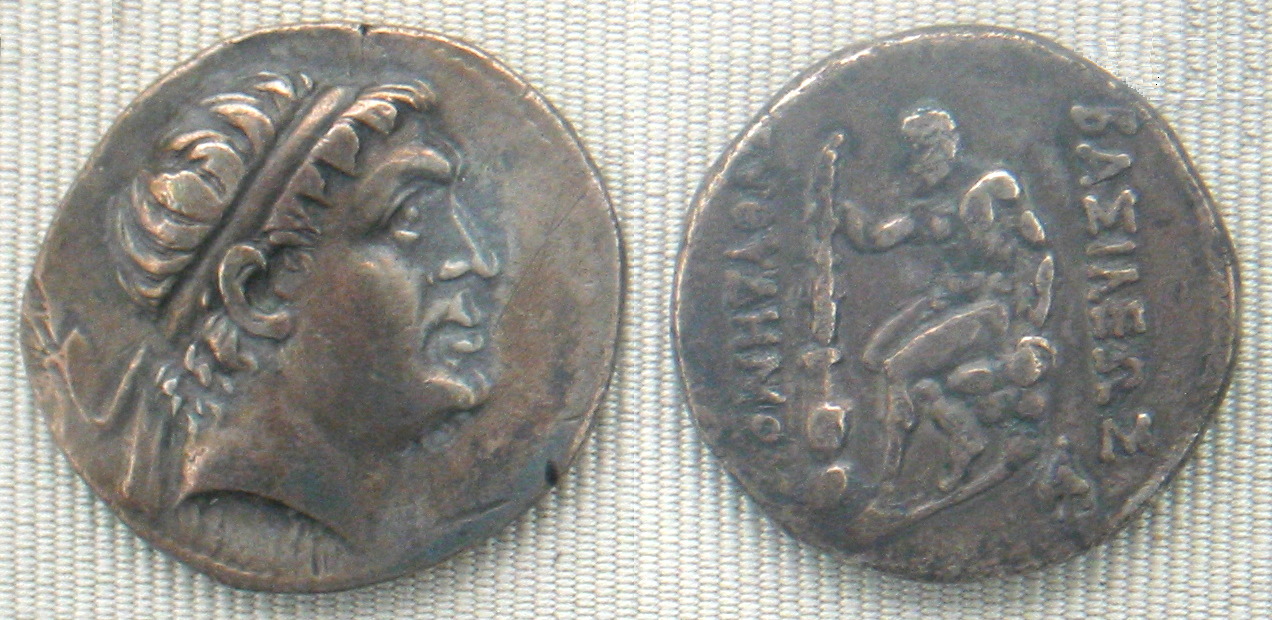
Tétradrachme d'Euthydème. L'inscription en grec ΒΑΣΙΛΕΩΣ ΕΥΘΥΔΗΜΟΥ signifie « par le roi Euthydème ».

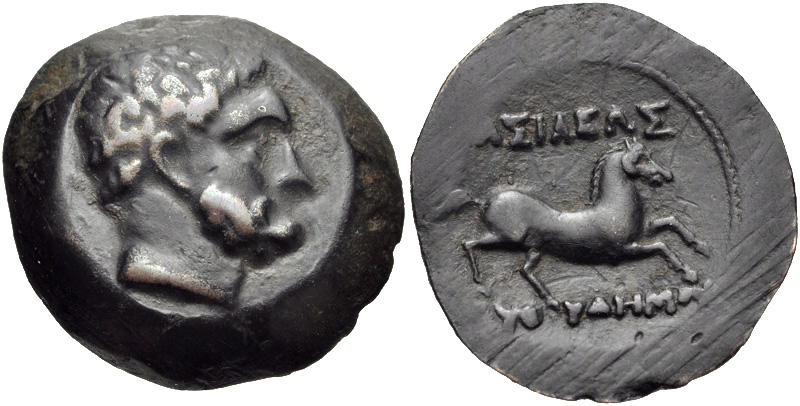
Pièce d'Euthydème Ier, frappée à Aï Khanoum.

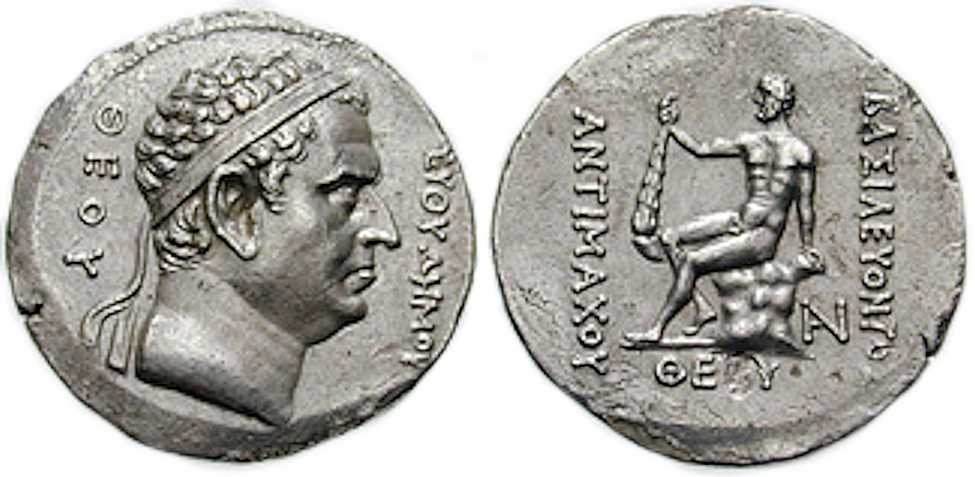
Pièce commémorative d', "le Dieu", mentionné au revers, pour Euthydème Ier Theos, "le Dieu", avec son profil sur la face.

Pour les articles homonymes, voir Euthydème.
Euthydème Ier ou Euthydemos ou Euthydmus (en grec : Εὐθύδημος Α΄) est un souverain de la Bactriane grecque, qui règne de 223 à 200 ou 195  av. J.-C. 

## Biographie
Originaire de Magnésie en Grèce, Euthydème Ier a pris le pouvoir en renversant Diodote II et fondé sa propre dynastie (euthydèmide). Il étend son royaume à partir de la Sogdiane, dont il était l'ancien satrape, allant au-delà de la ville d'Alexandrie Eskhaté (actuelle Khodjent) fondée au Ferghana (en actuel Tadjikistan) par Alexandre le Grand (-336/-323). Il reprend ainsi aux Mauryas qui dirigeaient l’Inde, les anciennes satrapies achéménides situées au sud de l’Hindū-Kūsh. 

## Règne
On sait peu de choses de son règne jusqu'en -208, quand il est attaqué par le roi séleucide Antiochos III Mégas (-223/-187) qui envahit la Bactriane. Bien qu'il commande une armée de 10 000 cavaliers, Euthydème Ier perd la bataille sur la rivière Hari (Arios ou Areios en Grec) en Arie et doit se retirer. 

### Face àAntiochosIII
Il résiste ensuite avec succès à trois ans de siège dans sa ville fortifiée de Bactres, ce qui contraint Antiochos III à finalement le reconnaître comme roi. Selon Polybe, Il en fait la demande à Antiochos III.
Dans le conflit armé qui l'a opposé à Antiochos, il parvient, en reconnaissant une tutelle théorique exercée par le Séleucide, à maintenir l'indépendance de son royaume, en éloignant son dangereux suzerain, auquel il ne verse même pas le tribut qui lui est dû. De plus, il ravitaille largement l'armée séleucide, pour la voir quitter son royaume plus rapidement; enfin, afin de sceller une alliance, en -206, Antiochos III offre une de ses filles en mariage au fils d'Euthydème Ier, Démétrios Ier.  
Il est aussi dit par les auteurs antiques qu'Euthydème Ier négocia la paix avec Antiochos III en lui prouvant qu'il pouvait constituer une protection grâce à ses défenses contre l'invasion éventuelle de l'Asie centrale par les nomades. Cependant, ces sources, notamment Polybe, adoptent le point de vue des Grecs en lien avec Rome, ou les contours de la propagande royale séleucide; de ce fait, les adversaires orientaux des rois séleucides apparaissent souvent comme des personnages secondaires ou comme des usurpateurs que la puissance royale réduit au rang de représentant du roi. 
Après le départ de l'armée séleucide, le royaume de Bactriane semble s'être encore élargi. À l'ouest, il semble avoir contrôlé la partie du nord-est de l'Iran qui appartenait aux Parthes auparavant, ceux-ci ayant été pour un temps défaits par Antiochos III.

### Disparition
La mort d'Euthydème Ier a eu lieu entre 200 et 195 av. J.-C. et les dernières années de son règne ont sans doute vu le début de l'invasion de l'Inde. Son fils Démétrios Ier lui succède. Il existe de nombreuses pièces de monnaie d'Euthydème Ier le représentant à différents âges de sa vie, jeune, d'âge moyen et à la fin de sa vie.

## La Bactriane durant son règne

### Politique expansionniste

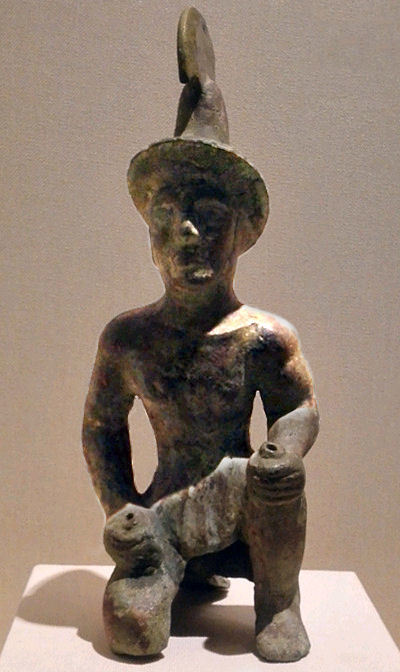
Probable statuette d'un soldat Grec, portant une version du casque Phrygien, en provenance d'un site de sépultures du, au nord du Tian Shan. Xinjiang Region Museum, Urumqi.

Au nord, Euthydème Ier, déjà en possession de la région du Ferghana, mène des expéditions dans le Kashgar (ou Kachgar ou Kashi ou Turkestan chinois) et sur Ürümqi (aujourd'hui la capitale de la région autonome du Xinjiang, au nord-ouest de la Chine) ce qui conduit aux premiers contacts entre la Chine et l'Occident. Strabon écrit : « Ils (les Bactriens) ont étendu leur empire, même en ce qui concerne le pays des Seres (chinois) et la Phryni ». Ces faits seraient confirmés par la découverte au nord du Tien Shan, à la porte de la Chine, de plusieurs statuettes représentant des soldats grecs. Elles sont aujourd'hui exposées au musée du Xinjiang à Ürümqi.

### Liens avec la Chine
La numismatique suggère également que certains échanges de technologies ont eu lieu à ces occasions. Les Gréco-bactriens ont été les premiers à utiliser le cupronickel (alliage de cuivre et de nickel) pour leur monnaie, technologie connue par les Chinois de cette époque sous le nom de « cuivre blanc » (certaines armes des royaumes combattants étaient en cuivre et nickel). L'exportation des métaux chinois, en particulier le fer, est attestée autour de cette période. 

## Traductions, notes et références

### Sources
1. ↑  Polybe, Histoire, livre XI chap. 34 v. 1.
2. ↑  Strabon, XI.XI.I [10].